# Tantilla coronadoi
Tantilla coronadoi este o specie de șerpi din genul Tantilla, familia Colubridae, descrisă de Hartweg 1944. A fost clasificată de IUCN ca specie cu risc scăzut. Conform Catalogue of Life specia Tantilla coronadoi nu are subspecii cunoscute.